# Кирхофова дифракциона формула
Кирхофова дифракциона формула (такође названа Френел-Кирхофова дифракциона формула) апроксимира интензитет и фазу светлости у оптичкој дифракцији: светлосним пољима у граничним регионима сенки. Апроксимација се може користити за моделирање пропагације светлости у широком спектру конфигурација, било аналитички или коришћењем нумеричког моделирања. Она даје израз за таласно поремећај када је сферни талас монохроматски долазећи талас у разматраној ситуацији. Ова формула се изводи применом Кирхофовог интегралног теорема, који користи Гринову другу идентичност да изведе решење хомогене скаларне таласне једначине, на сферни талас уз неке апроксимације.
Хајгенс-Френелов принцип изводи се из Френел-Кирхофове дифракционе формуле.

## Извођење Кирхофове дифракционе формуле
Кирхофов интегрални теорем, понекад називан и Френел-Кирхофов интегрални теорем, користи Гринову другу идентичност да изведе решење хомогене скаларне таласне једначине у произвољној просторној тачки P у терминима решења таласне једначине и њеног извода првог реда у свим тачкама на произвољној затвореној површини {\displaystyle S} као граници неке запремине која укључује P.
Решење које даје интегрални теорем за монохроматски извор је‍:378
{\displaystyle U({\textbf {P}})={\frac {1}{4\pi }}\int _{S}\left[U{\frac {\partial }{\partial {\textbf {n}}}}\left({\frac {e^{iks}}{s}}\right)-{\frac {e^{iks}}{s}}{\frac {\partial U}{\partial {\textbf {n}}}}\right]dS,}
где је {\displaystyle U} просторни део решења хомогене скаларне таласне једначине (тј. {\displaystyle V(\mathbf {r} ,t)=U(\mathbf {r} )e^{-i\omega t}} као решење хомогене скаларне таласне једначине), k је таласни број, а s је растојање од P до (инфинитезимално малог) елемента интегралне површине, док {\displaystyle {\frac {\partial }{\partial n}}} означава диференцијацију дуж јединичног вектора нормале на елемент интегралне површине {\displaystyle n} (тј. нормални извод), тј. {\displaystyle {\frac {\partial f}{\partial n}}=\nabla f\cdot n}. Треба напоменути да је нормала на површину или правац {\displaystyle n} усмерен ка унутрашњости ограничене запремине у овом интегралу; ако се користи уобичајенија спољашња нормала, интеграл ће имати супротан знак. Такође треба имати на уму да су у овде приказаном интегралном теорему {\displaystyle n} и P векторске величине, док су остали чланови скаларне величине.
За доле наведене случајеве, направљене су следеће основне претпоставке.
- Растојање између тачкастог извора таласа и интегралне површине, растојање између интегралне површине и тачке посматрања P, као и димензија отвора S су много већи од таласне дужине {\displaystyle \lambda }.
- {\displaystyle U} и {\displaystyle {\frac {\partial U}{\partial n}}=\nabla U\cdot n} су дисконтинуирани на границама отвора, што се назива Кирхофовим граничним условима. Ово може бити повезано са другом претпоставком да су таласи на отвору (или отвореном подручју) исти као таласи који би постојали да нема препреке за таласе.

### Тачкасти извор
Размотримо монохроматски тачкасти извор у тачки P0, који осветљава отвор на заслону. Интензитет таласа који емитује тачкасти извор опада са квадратом пређеног растојања, па амплитуда опада са обрнутом вредношћу растојања. Комплексна амплитуда поремећаја на растојању {\displaystyle r} дата је са
{\displaystyle U(r)={\frac {ae^{ikr}}{r}},}
где {\displaystyle a} представља магнитуду поремећаја у тачкастом извору.
Поремећај у просторној тачки P може се наћи применом Кирхофовог интегралног теорема на затворену површину формирану пресеком сфере полупречника R са заслоном. Интеграција се врши преко површина A1, A2 и A3, што даје
{\displaystyle U(P)={\frac {1}{4\pi }}\left[\int _{A_{1}}+\int _{A_{2}}+\int _{A_{3}}\right]\left(U{\frac {\partial }{\partial n}}\left({\frac {e^{iks}}{s}}\right)-{\frac {e^{iks}}{s}}{\frac {\partial U}{\partial n}}\right)dS.}
Да би се једначина решила, претпоставља се да су вредности {\displaystyle U} и {\displaystyle {\frac {\partial U}{\partial n}}} у области отвора A1 исте као када заслон није присутан, па је у тачки Q,
{\displaystyle U_{A_{1}}={\frac {ae^{ikr}}{r}},}
{\displaystyle {\frac {\partial U_{A_{1}}}{\partial n}}=\nabla U_{A_{1}}\cdot n={\frac {ae^{ikr}}{r}}\left[ik-{\frac {1}{r}}\right]\cos(n,r),}
где је {\displaystyle r} дужина праве линије P0Q, а {\displaystyle (n,r)} је угао између праволинијски продужене P0Q и (унутрашње) нормале на отвор. Имајте на уму да је {\displaystyle 0<(n,r)<{\frac {\pi }{2}}}, тако да је {\displaystyle \cos(n,r)} позитиван реалан број на A1.
У тачки Q, такође имамо
{\displaystyle {\frac {\partial }{\partial n}}\left({\frac {e^{iks}}{s}}\right)={\frac {e^{iks}}{s}}\left[ik-{\frac {1}{s}}\right]\cos(n,s),}
где је {\displaystyle s} дужина праве линије PQ, а {\displaystyle (n,s)} је угао између праволинијски продужене PQ и (унутрашње) нормале на отвор. Имајте на уму да је {\displaystyle {\frac {\pi }{2}}<(n,s)<{\frac {3\pi }{2}}}, тако да је {\displaystyle \cos(n,s)} негативан реалан број на A1.
Направљене су још две следеће претпоставке.
- У горе наведеним нормалним изводима, претпоставља се да су чланови {\displaystyle {\frac {1}{r}}} и {\displaystyle {\frac {1}{s}}} у обе заграде занемарљиви у поређењу са таласним бројем {\displaystyle k={\frac {2\pi }{\lambda }}}, што значи да су {\displaystyle r} и {\displaystyle s} много већи од таласне дужине {\displaystyle \lambda }.
- Кирхоф претпоставља да су вредности {\displaystyle U} и {\displaystyle {\frac {\partial U}{\partial n}}} на непрозирним површинама означеним са A2 једнаке нули. То имплицира да су {\displaystyle U} и {\displaystyle {\frac {\partial U}{\partial n}}} дисконтинуирани на ивици отвора A1. То није случај, и ово је једна од апроксимација коришћених у извођењу Кирхофове дифракционе формуле.[4][5] Ове претпоставке се понекад називају Кирхофовим граничним условима.

Очекује се да допринос хемисфере A3 интегралу буде нула, што се може оправдати једним од следећих разлога.
1. Претпоставити да извор почиње да зрачи у одређеном тренутку, а затим учинити R довољно великим, тако да када се разматра поремећај у тачки P, доприноси са A3 још неће стићи до ње.[1] Такав талас више није монохроматски, јер монохроматски талас мора постојати у сваком тренутку, али та претпоставка није неопходна, и изведен је формалнији аргумент који избегава њену употребу.[6]
2. Очекује се да ће се талас који излази из отвора A1 развити у сферни талас док се шири (примери овога код водених таласа могу се наћи на многим сликама које приказују водени талас који пролази кроз релативно узак отвор). Дакле, ако је R довољно велико, интеграл на A3 постаје {\displaystyle U(P)\sim -{\frac {ia}{2\lambda }}\int _{A_{3}}{\frac {e^{2ik(r')}}{r'^{2}}}[\cos(n,r')-\cos(n,r')]d{A_{3}}=-{\frac {ia}{2\lambda }}\int _{A_{3}}e^{2ik(r')}[\cos(n,r')-\cos(n,r')]d{\Omega }=0} где су {\displaystyle r'} и {\displaystyle d\Omega } растојање од центра отвора A1 до елемента интегралне површине и диференцијални просторни угао у сферном координатном систему респективно.

Као резултат, коначно, горњи интеграл, који представља комплексну амплитуду у тачки P, постаје
{\displaystyle U(P)=-{\frac {ia}{2\lambda }}\int _{A_{1}}{\frac {e^{ik(r+s)}}{rs}}[\cos(n,r)-\cos(n,s)]d{A_{1}}.}
Ово је Кирхофова или Френел-Кирхофова дифракциона формула.

#### Еквиваленција са Хајгенс-Френеловим принципом
Хајгенс-Френелов принцип се може извести интеграцијом преко друге затворене површине (границе неке запремине која садржи тачку посматрања P). Површина A1 изнад је замењена делом таласног фронта (који емитује P0) на r0, који је најближи отвору, и делом конуса са врхом у P0, који је означен као A4 на десном дијаграму. Ако је таласни фронт постављен тако да је веома близу ивица отвора, онда се допринос од A4 може занемарити (овде се то претпоставља). На овој новој A1, унутрашња (према запремини ограниченој затвореном интегралном површином, дакле према десној страни на дијаграму) нормала {\displaystyle n} на A1 је дуж радијалног правца од P0, тј. правца нормалног на таласни фронт. Као резултат, угао {\displaystyle (n,r)=0}, а угао {\displaystyle (n,s)} је повезан са углом {\displaystyle \chi } (угао дефинисан у Хајгенс-Френеловом принципу) као
{\displaystyle (n,s)=\pi -\chi .}
Комплексна амплитуда таласног фронта на r0 дата је са
{\displaystyle U(r_{0})={\frac {ae^{ikr_{0}}}{r_{0}}}.}
Тако, дифракциона формула постаје
{\displaystyle U(P)=-{\frac {i}{2\lambda }}{\frac {ae^{ikr_{0}}}{r_{0}}}\int _{S}{\frac {e^{iks}}{s}}(1+\cos \chi )dS,}
где се интеграл врши преко дела таласног фронта на r0 који је најближи отвору на дијаграму. Овај интеграл води до Хајгенс-Френеловог принципа (са фактором нагиба {\textstyle {\frac {1+\cos \chi }{2}}}).
У извођењу овог интеграла, уместо геометрије приказане на десном дијаграму, могу се користити двоструке сфере центриране у P0 са унутрашњим полупречником сфере r0 и бесконачним спољашњим полупречником сфере. У овој геометрији, тачка посматрања P се налази у запремини ограниченој двема сферама, тако да се Френел-Кирхофова дифракциона формула примењује на обе сфере. (Нормала на површину на овим интегралним површинама је, поново, усмерена ка ограниченој запремини у горе наведеној дифракционој формули.) Приликом примене формуле, интеграл на спољашњој сфери је нула из сличног разлога као и интеграл на хемисфери изнад.

### Проширени извор
Претпоставимо да је отвор осветљен таласом из проширеног извора. Комплексна амплитуда на отвору је дата са U0(r).
Претпоставља се, као и раније, да су вредности {\displaystyle U} и {\displaystyle {\frac {\partial U}{\partial n}}} у области A1 исте као када заслон није присутан, да су вредности {\displaystyle U} и {\displaystyle {\frac {\partial U}{\partial n}}} у A2 нула (Кирхофови гранични услови) и да су доприноси са A3 интегралу такође нула. Такође се претпоставља да је 1/s занемарљиво у поређењу са k. Тада имамо
{\displaystyle U(P)={\frac {1}{4\pi }}\int _{A_{1}}{\frac {e^{iks}}{s}}\left[ikU_{0}(r)\cos(n,s)-{\frac {\partial U_{0}(r)}{\partial n}}\right]\,dS.}
Ово је најопштији облик Кирхофове дифракционе формуле. Да би се ова једначина решила за проширени извор, била би потребна додатна интеграција да би се сумирали доприноси појединачних тачака у извору. Међутим, ако претпоставимо да светлост из извора у свакој тачки отвора има добро дефинисан правац, што је случај ако је растојање између извора и отвора значајно веће од таласне дужине, онда можемо написати
{\displaystyle U_{0}(r)\approx a(r)e^{ikr},}
где је a(r) магнитуда поремећаја у тачки r на отвору. Тада имамо
{\displaystyle {\frac {\partial {U_{0}(r)}}{\partial n}}=ika(r)e^{ikr}\cos(n,r)}
и стога
{\displaystyle U(P)=-{\frac {i}{2\lambda }}\int _{S}a(r){\frac {e^{ik(s+r)}}{s}}[\cos \chi +\cos(n,r)]\,dS.}

## Фраунхоферова и Френелова дифракциона једначина
Упркос разним апроксимацијама које су направљене приликом извођења формуле, она је адекватна за описивање већине проблема у инструменталној оптици. То је углавном зато што је таласна дужина светлости много мања од димензија било каквих препрека. Аналитичка решења нису могућа за већину конфигурација, али Френелова дифракциона једначина и Фраунхоферова дифракциона једначина, које су апроксимације Кирхофове формуле за блиско поље и далеко поље, могу се применити на веома широк спектар оптичких система.
Једна од важних претпоставки направљених приликом извођења Кирхофове дифракционе формуле је да су r и s значајно већи од λ. Може се направити још једна апроксимација, која значајно поједностављује једначину: то је да су растојања P0Q и QP много већа од димензија отвора. Ово омогућава да се направе две даље апроксимације:
- cos(n, r) − cos(n, s) се замењује са 2cos β, где је β угао између P0P и нормале на отвор. Фактор 1/rs се замењује са 1/r's', где су r' и s' растојања од P0 и P до координатног почетка, који се налази у отвору. Комплексна амплитуда тада постаје:{\displaystyle U(P)=-{\frac {ia\cos \beta }{\lambda r's'}}\int _{S}e^{ik(r+s)}\,ds.}
- Претпоставимо да отвор лежи у xy равни, а координате P0, P и Q (општа тачка у отвору) су (x0, y0, z0), (x, y, z) и (x', y', 0) респективно. Тада имамо:
{\displaystyle ~r^{2}=(x_{0}-x')^{2}+(y_{0}-y')^{2}+z_{0}^{2},}
{\displaystyle ~s^{2}=(x-x')^{2}+(y-y')^{2}+z^{2},}
{\displaystyle ~r'^{2}=x_{0}^{2}+y_{0}^{2}+z_{0}^{2},}
{\displaystyle ~s'^{2}=x^{2}+y^{2}+z^{2}.}

Можемо изразити r и s на следећи начин:
{\displaystyle r=r'\left[1-{\frac {2(x_{0}x'+y_{0}y')}{r'^{2}}}+{\frac {x'^{2}+y'^{2}}{r'^{2}}}\right]^{1/2},}
{\displaystyle s=s'\left[1-{\frac {2(xx'+yy')}{s'^{2}}}+{\frac {x'^{2}+y'^{2}}{s'^{2}}}\right]^{1/2}.}
Ови изрази се могу развити у степени ред:
{\displaystyle r=r'\left[1-{\frac {1}{2r'^{2}}}\left[2(x_{0}x'+y_{0}y')-(x'^{2}+y'^{2})\right]+{\frac {1}{8r'^{4}}}\left[2(x_{0}x'+y_{0}y')-(x'^{2}+y'^{2})\right]^{2}+\cdots \right],}
{\displaystyle s=s'\left[1-{\frac {1}{2s'^{2}}}\left[2(xx'+yy')-(x'^{2}+y'^{2})\right]+{\frac {1}{8s'^{4}}}\left[2(xx'+yy')-(x'^{2}+y'^{2})\right]^{2}+\cdots \right].}
Комплексна амплитуда у P се сада може изразити као
{\displaystyle U(P)=-{\frac {i\cos \beta }{\lambda }}{\frac {ae^{ik(r'+s')}}{r's'}}\int _{S}e^{ikf(x',y')}\,dx'dy',}
где f(x', y') укључује све чланове у горњим изразима за s и r осим првог члана у сваком изразу и може се написати у облику
{\displaystyle f(x',y')=c_{1}x'+c_{2}y'+c_{3}x'^{2}+c_{4}y'^{2}+c_{5}x'y'\cdots ,}
где су ci константе.

### Фраунхоферова дифракција
Ако се сви чланови у f(x', y') могу занемарити осим чланова у x' и y', добијамо Фраунхоферову дифракциону једначину. Ако су косинуси правца P0Q и PQ
{\displaystyle {\begin{aligned}l_{0}&=-x_{0}/r',\\m_{0}&=-y_{0}/r',\\l&=x/s',\\m&=y/s'.\end{aligned}}}
Фраунхоферова дифракциона једначина је тада
{\displaystyle U(P)=C\int _{S}e^{ik[(l_{0}-l)x'+(m_{0}-m)y']}\,dx'dy',}
где је C константа. Ово се такође може написати у облику
{\displaystyle U(P)=C\int _{S}e^{i(\mathbf {k} _{0}-\mathbf {k} )\cdot \mathbf {r} '}\,dr',}
где су k0 и k таласни вектори таласа који путују од P0 до отвора и од отвора до P респективно, а r' је тачка у отвору.
Ако се тачкасти извор замени проширеним извором чија је комплексна амплитуда на отвору дата са U0(r' ), онда је Фраунхоферова дифракциона једначина:
{\displaystyle U(P)\propto \int _{S}a_{0}(\mathbf {r} ')e^{i(\mathbf {k} _{0}-\mathbf {k} )\cdot \mathbf {r} '}\,dr',}
где је a0(r') као и раније, магнитуда поремећаја на отвору.
Поред апроксимација направљених у извођењу Кирхофове једначине, претпоставља се да
- су r и s значајно већи од величине отвора,
- се чланови другог и вишег реда у изразу f(x', y') могу занемарити.

### Френелова дифракција
Када се квадратни чланови не могу занемарити, али се сви чланови вишег реда могу, једначина постаје Френелова дифракциона једначина. Користе се апроксимације за Кирхофову једначину, а додатне претпоставке су:
- су r и s значајно већи од величине отвора,
- се чланови трећег и вишег реда у изразу f(x', y') могу занемарити.